# Zenon
Zenon oder Zenón, griechisch Ζήνων, latinisiert Zeno oder Zéno, neugriechisch und litauisch Zenonas, ist ein männlicher Vorname griechischer Herkunft und bedeutet „Geschenk des Zeus“. Er wird auch als Familienname verwendet.

## Namensträger

### Antike
- Zenon von Athen (Ende 2. Jahrhundert v. Chr.), Autor eines Rhetorik-Lehrbuchs
- Zenon von Elea (um 490–um 430 v. Chr.), Philosoph (Vorsokratiker, Eleat)
- Zenon von Kaunos (Mitte 3. Jahrhundert v. Chr.), Verwaltungsbeamter
- Zenon von Kition (336–264 v. Chr.), Philosoph, Gründer der Stoa
- Zenon von Rhodos (2. Jahrhundert v. Chr.), Politiker und Geschichtsschreiber
- Zenon von Sidon (um 150–um 70 v. Chr.), Philosoph (Spätepikureer)
- Zenon von Tarsos (3. Jahrhundert v. Chr.), Philosoph, Schüler und Nachfolger des Chrysippos von Soloi (Stoiker)
- Zenon von Verona († 371/372), Bischof von Verona, katholischer und orthodoxer Heiliger
- Zenon (Kaiser) (474–491), oströmischer Kaiser

### Vorname
- Zénon Bacq (1903–1983), belgischer Strahlenbiologe
- Zeno Braitenberg (* 1964), italienischer Fernsehmoderator und Sachbuchautor
- Zenon Caravella (* 1983), australischer Fußballspieler
- Zeno Colò (1920–1993), italienischer Skirennläufer
- Zenon Czechowski (1946–2016), polnischer Radrennfahrer
- Zenone da Campione († um 1380), italienischer Bildhauer
- Zeno Danner (* 1978), deutscher Politiker, Landrat von Konstanz
- Zeno Debast (* 2003), belgischer Fußballspieler
- Zeno Diegelmann (* 1974), deutscher Schriftsteller
- Zeno Vinzenz von Goëss (1846–1911), österreichischer Offizier und Politiker, Kärntner Landeshauptmann
- Zenon Grocholewski (1939–2020), polnischer Kurienkardinal
- Zenon Jaskuła (* 1962), polnischer Radrennfahrer
- Zenon Konopka (* 1981), kanadischer Eishockeyspieler
- Zenon Łakomy (1951–2016), polnischer Handballspieler
- Zenón Noriega Agüero (1900–1957), peruanischer General und Politiker
- Zenon Nowosz (* 1944), polnischer Leichtathlet
- Zeno Roth (1956–2018), deutscher Gitarrist und Songwriter
- Zenón de Somodevilla y Bengoechea (1702–1781), spanischer Staatsmann
- Zenon de Souza Farias (Zenon; * 1954), brasilianischer Fußballspieler und Journalist
- Zeno Stanek (* 1971), österreichischer Regisseur und Verleger
- Zeno Welser von Welsersheimb (1835–1921), österreichischer Politiker

- Michael Zeno Diemer (1867–1939), deutscher Maler
- Johannes Zeno Floehr (* 1991), deutscher Slam-Poet, siehe Johannes Floehr
- Robert Frederick Zenon Geldof, eigentlicher Name von Bob Geldof (* 1951), irischer Musiker

### Familienname
- Kevin Zenón (* 2001), argentinischer Fußballspieler
- Miguel Zenón (* 1976), puerto-ricanischer Jazzmusiker
- Paul Zenon (* 1964), britischer Zauberkünstler und Komiker

## Fiktive Namensträger
- Zeno Cosini, Hauptfigur in La coscienza di Zeno von Italo Svevo (2015)
- Zeno der Isaurier, oströmischer Kaiser aus dem Stück Romulus der Große von Friedrich Dürrenmatt (1949), siehe Zenon (Kaiser) #Die frühen Jahre bis zur Thronbesteigung
- Zeno Rauchensteiner, Figur aus Altes Geld (Fernsehserie) (ORF, 2015)